# Paussoptinus laticornis
Paussoptinus laticornis là một loài bọ cánh cứng trong họ Ptinidae. Loài này được Lea miêu tả khoa học năm 1905.